# Antonio Vázquez (grabador)

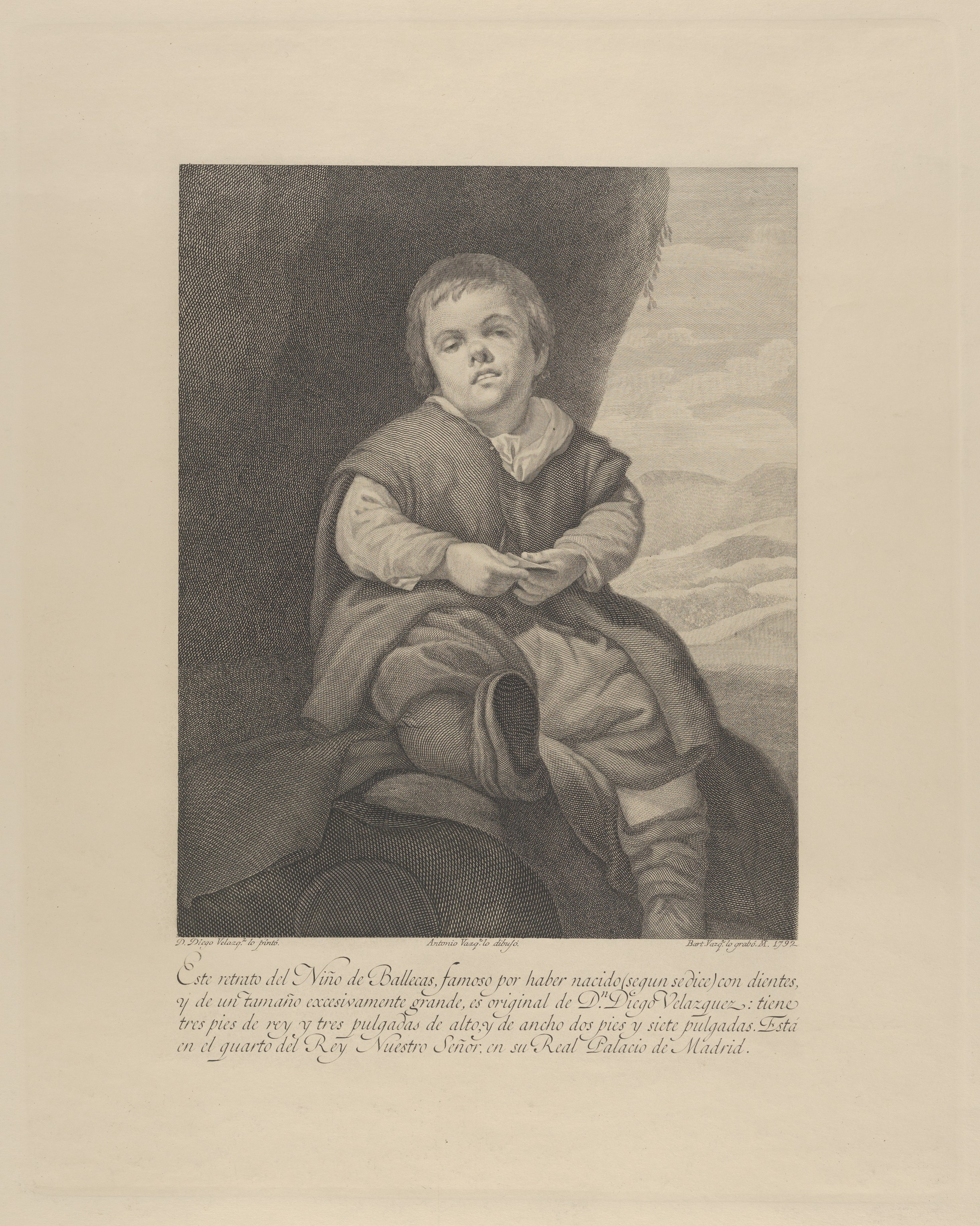
Retrato del Niño de Vallecas, grabado de Bartolomé Vázquez por dibujo de Antonio Vázquez según pintura de Velázquez conservada en el Museo del Prado, 1792.

Antonio Vázquez fue un calcógrafo, dibujante y grabador honorario de cámara, activo en Madrid entre 1792 y 1836. 
Hijo, presumiblemente, de Bartolomé Vázquez, introductor en España de la técnica del grabado a puntos o al estilo de Bartolozzi, cultivada también por él, por dibujo suyo Bartolomé Vázquez grabó en 1792 el retrato del Niño de Vallecas de Velázquez por encargo de la Compañía para el grabado de los cuadros de los Reales Palacios (Museo del Prado). 
Ponderando su habilidad para el retrato, Ossorio y Bernard decía que en 1817 hizo uno de la reina María Isabel de Braganza con solo haberla visto una vez en un paseo. Hizo también por dibujo propio un retrato del duque de Wellington, cuya venta se anunciaba en el Diario de Madrid del 11 de septiembre de 1812, con la inscripción «La gratitud española al lord Wellington: duque de Ciudad Rodrigo», y dedicatoria a la marquesa de Alcañices.
Como grabador participó en algunas de las más destacadas empresas promovidas por el pensamiento ilustrado, entre ellas la edición del Quijote de la Imprenta Real, aparecida en 1797, en la que firmó por dibujos de Antonio Rodríguez los grabados de la aventura de los disciplinantes y de don Quijote solicitando a Maritornes permiso para defender al ventero. Por dibujo del mismo Antonio Rodríguez grabó la botadura de una gran roca en el puerto de Tarragona en presencia del rey Carlos IV (Peña botada en el puerto de Tarragona en presencia de los Reyes / Antonio Rodríguez Académico de la Rl de S Fernando lo dibujo; Antonio Vázquez lo grabó en Madrid Año 1805) y, según dibujo de Antonio Guerrero, el retrato de la reina María Cristina a caballo. 
Cultivó también el grabado de reproducción de imágenes devotas, género al que corresponden el verdadero retrato del Cristo del Desamparo fechado en 1832, reproducción por dibujo propio y mediante la técnica del grabado a puntos de la talla de Alonso de Mena donada por el corregidor Juan Ramírez de Arellano al convento de los Agustinos recoletos, llamado también de Nuestra Señora de Copacabana, actualmente —tras la desamortización de 1836— en la iglesia de San José de Madrid, y la también madrileña talla de Nuestra Señora del Rosario de Luis Salvador Carmona, conservada ahora en el Oratorio del Olivar, esta por dibujo de Antonio Rodríguez y todavía en su emplazamiento original, en su capilla del desaparecido convento de Santo Tomás.